# Équipe de France de volley-ball en 2013
L'équipe de France de volley-ball participe en 2013 à la ligue mondiale du 31 mai au 21 juillet, au championnat d'Europe du 20 au 29 septembre.

## Les matchs des A
| Date              | Lieu                                    | Adversaire | Score                               | Durée  | Compétition | Meilleur marqueur                    | Référence       |
| 24 mai 2013       | Arena Ludwigsburg Ludwigsbourg          | Allemagne  | 2-3 (25-20 25-20 23-25 16-25 13-15) | -      | A           | Earvin N'Gapeth (27)                 | DVV             |
| 25 mai 2013       | Arena Ludwigsburg Ludwigsbourg          | Allemagne  | 3-1 (25-22 25-22 22-25 25-18)       | -      | A           | -                                    | DVV             |
| 26 mai 2013       | Arena Ludwigsburg Ludwigsbourg          | Allemagne  | 0-3 (16-25 22-25 23-25)             | -      | A           | -                                    | DVV             |
| 31 mai 2013       | Palabrebanca Coni                       | Italie     | 1-3 (18-25 25-19 14-25 25-27)       | 1 h 44 | A           | Earvin N'Gapeth (22)                 | FIPAV           |
| 1er juin 2013     | PalaBanca Plaisance                     | Italie     | 1-3 (26-28 19-25 25-20 23-25)       | 1 h 49 | A           | Mory Sidibé (17)                     | FIPAV           |
| 7 juin 2013       | L'Axone Montbéliard                     | Bulgarie   | 2-3 (21-25 25-14 25-21 22-25 11-15) | 2 h 17 | LM          | Julien Lyneel (21)                   | FIVB            |
| 9 juin 2013       | Les Arènes Metz                         | Bulgarie   | 0-3 (24-26 29-31 20-25)             | 1 h 40 | LM          | Earvin N'Gapeth (15)                 | FIVB            |
| 14 juin 2013      | Tulsa Convention Center Tulsa           | États-Unis | 3-0 (25-15 29-27 25-16)             | 1 h 28 | LM          | Marien Moreau, Kévin Le Roux (8)     | FIVB            |
| 15 juin 2013      | Tulsa Convention Center Tulsa           | États-Unis | 3-2 (22-25 25-22 24-26 30-28 15-9)  | 2 h 31 | LM          | Earvin N'Gapeth (23)                 | FIVB            |
| 21 juin 2013      | Le Kindarena Rouen                      | Pologne    | 3-2 (25-23 21-25 22-25 25-21 15-11) | 2 h 36 | LM          | Earvin N'Gapeth (20)                 | FIVB            |
| 23 juin 2013      | Palais des sports André-Brouat Toulouse | Pologne    | 3-2 (25-21 23-25 25-20 21-25 15-13) | 2 h 40 | LM          | Earvin N'Gapeth (26)                 | FIVB            |
| 28 juin 2013      | Ibirapuera São Paulo                    | Brésil     | 3-2 (25-20 25-19 22-25 21-25 15-12) | 2 h 20 | LM          | Earvin N'Gapeth (24)                 | FIVB            |
| 29 juin 2013      | Ibirapuera São Paulo                    | Brésil     | 1-3 (27-29 25-23 22-25 19-25)       | 2 h 7  | LM          | Earvin N'Gapeth (26)                 | FIVB            |
| 6 juillet 2013    | Estadio Delmi Salta                     | Argentine  | 2-3 (18-25 18-25 25-17 25-22 11-15) | 2 h 14 | LM          | Earvin N'Gapeth (24)                 | FIVB            |
| 7 juillet 2013    | Estadio Delmi Salta                     | Argentine  | 1-3 (23-25 20-25 25-22 19-25)       | 1 h 53 | LM          | Earvin N'Gapeth, Mory Sidibé (14)    | FIVB            |
| 24 août 2013      | Bulgarie                                | Bulgarie   | 3-2 (23-25 25-23 25-22 21-25 15-13) | 2 h 2  | A           | Earvin N'Gapeth (12)                 | BVF             |
| 25 août 2013      | Bulgarie                                | Bulgarie   | 1-3 (25-15 16-25 23-25 19-25)       | 1 h 34 | A           | Antonin Rouzier (14)                 | BVF             |
| 4 septembre 2013  | La Soucoupe Saint-Nazaire               | Canada     | 4-0 (25-21 27-25 25-20 32-30)       | 1 h 59 | A           | Kévin Tillie (14)                    | OF              |
| 6 septembre 2013  | Complexe sportif Mangin-Beaulieu Nantes | Canada     | 3-2 (31-29 25-23 23-25 30-32 15-13) | 2 h 21 | A           | -                                    | OF              |
| 11 septembre 2013 | Landstede Sportcentrum Zwolle           | Pays-Bas   | 3-2 (18-25 20-25 25-23 25-23 23-21) | -      | A           | Kévin Tillie (28)                    | Nevobo          |
| 12 septembre 2013 | Sportcentrum Arcus Wijchen              | Pays-Bas   | 3-2 (25-23 14-25 25-21 16-25 15-11) | -      | A           | -                                    | VBK             |
| 13 septembre 2013 | IISPA Almelo                            | Pays-Bas   | 3-2 (25-21 25-21 19-25 19-25 22-20) | -      | A           | Antonin Rouzier (32)                 | Tub.            |
| 20 septembre 2013 | Ergo Arena Gdansk                       | Slovaquie  | 3-0 (25-20 35-33 28-26)             | 1 h 31 | CE          | Earvin N'Gapeth (18)                 | CEV             |
| 21 septembre 2013 | Ergo Arena Gdansk                       | Pologne    | 3-1 (25-22 25-23 20-25 25-20)       | 1 h 40 | CE          | Antonin Rouzier (16)                 | CEV             |
| 22 septembre 2013 | Ergo Arena Gdansk                       | Turquie    | 1-3 (21-25 23-25 25-18 23-25)       | 1 h 36 | CE          | Earvin N'Gapeth (15)                 | CEV             |
| 25 septembre 2013 | Ergo Arena Gdansk                       | Russie     | 1-3 (17-25 25-17 22-25 21-25)       | 1 h 40 | CE          | Earvin N'Gapeth (22)                 | CEV             |
| 29 décembre 2013  | Maaspoort Sports & Events Bois-le-Duc   | Pays-Bas   | 0-3 (22-25 20-25 21-25)             | -      | A           | Earvin N'Gapeth, Antonin Rouzier (8) | Nevobo L'équipe |
| 30 décembre 2013  | Maaspoort Sports & Events Bois-le-Duc   | Pays-Bas   | 0-3 (21-25 23-25 23-25)             | -      | A           | Earvin N'Gapeth (16)                 | L'équipe        |

A : match amical.
LM : match de la Ligue mondiale 2013.
CE : match du Championnat d'Europe 2013.

## Les joueurs en A
| Joueurs                 |             |             |             |             |             |             |             |             |             |             |             |             |             |             |             |             |             |             |             |
| Attaquant               |             |             |             |             |             |             |             |             |             |             |             |             |             |             |             |             |             |             |             |
| Marien Moreau           | a participé | NP          | NP          | (5pts)      | (6pts)      | (8pts)      | (4pts)      | (13pts)     | (16pts)     | (5pts)      | (1pt)       | (7pts)      | (1pt)       | -           | -           | -           | -           | -           | -           |
| Antonin Rouzier         | -           | -           | -           | -           | -           | -           | -           | -           | -           | -           | -           | -           | -           | (17pts)     | (16pts)     | (10pts)     | (7pts)      | (8pts)      | (9pts)      |
| Mory Sidibé             | (15pts)     | (13pts)     | (17pts)     | (13pts)     | (3pts)      | NP          | (15pts)     | (2pts)      | (9pts)      | (11pts)     | (18pts)     | (4pts)      | (14pts)     | (2pts)      | (3pts)      | (13pts)     | (8pts)      | (4pts)      | (5pts)      |
| Central                 |             |             |             |             |             |             |             |             |             |             |             |             |             |             |             |             |             |             |             |
| Gérald Hardy-Dessources | a participé | (9pts)      | (6pts)      | (13pts)     | (4pts)      | (4pts)      | (8pts)      | (9pts)      | (7pts)      | (1pt)       | (11pts)     | (1pt)       | NP          | (6pts)      | (1pt)       | (2pts)      | (1pt)       | (5pts)      | (3pts)      |
| Franck Lafitte          | a participé | -           | -           | -           | -           | -           | -           | -           | -           | -           | -           | -           | -           | -           | -           | -           | -           | (1pt)       | (2pts)      |
| Nicolas Le Goff         | a participé | (2pts)      | (5pts)      | (3pts)      | (4pts)      | (1pt)       | (1pt)       | NP          | (4pts)      | (6pts)      | NP          | (11pts)     | (11pts)     | NP          | (4pts)      | (5pts)      | (3pts)      | (2pts)      | (2pts)      |
| Kévin Le Roux           | a participé | (13pts)     | NP          | (6pts)      | (0pt)       | (8pts)      | (5pts)      | (3pts)      | (3pts)      | (9pts)      | (8pts)      | (7pts)      | (10pts)     | (7pts)      | (9pts)      | (6pts)      | (4pts)      | (7pts)      | (4pts)      |
| Libero                  |             |             |             |             |             |             |             |             |             |             |             |             |             |             |             |             |             |             |             |
| Jean-François Exiga     | ?           | -           | -           | -           | -           | -           | -           | -           | -           | -           | -           | -           | -           | -           | -           | -           | -           | -           | -           |
| Jenia Grebennikov       | a participé | a participé | a participé | a participé | a participé | a participé | a participé | a participé | a participé | a participé | a participé | a participé | a participé | a participé | a participé | a participé | a participé | a participé | a participé |
| Nicolas Rossard         | -           | -           | -           | -           | -           | -           | -           | -           | -           | -           | -           | -           | -           | -           | -           | -           | -           | NP          | NP          |
| Passeur                 |             |             |             |             |             |             |             |             |             |             |             |             |             |             |             |             |             |             |             |
| Rafael Redwitz          | a participé | (0pt)       | (2pts)      | (0pt)       | (1pt)       | (1pt)       | (1pt)       | (6pts)      | (2pts)      | (5pts)      | (0pt)       | (0pt)       | (0pt)       | (0pt)       | (0pt)       | (0pt)       | (0pt)       | NP          | (1pt)       |
| Benjamin Toniutti       | a participé | (0pt)       | (0pt)       | (1pt)       | (1pt)       | (0pt)       | (0pt)       | (3pts)      | (0pt)       | (0pt)       | (2pts)      | (3pts)      | (0pt)       | (3pts)      | (1pt)       | (1pt)       | (0pt)       | (0pt)       | (0pt)       |
| Réceptionneur-attaquant |             |             |             |             |             |             |             |             |             |             |             |             |             |             |             |             |             |             |             |
| Julien Lyneel           | ?           | (0pt)       | (9pts)      | (21pts)     | (5pts)      | (7pts)      | (15pts)     | (18pts)     | (17pts)     | (13pts)     | (12pts)     | (14pts)     | (9pts)      | (10pts)     | (14pts)     | (7pts)      | (15pts)     | (5pts)      | NP          |
| Nicolas Maréchal        | -           | -           | -           | -           | -           | -           | -           | NP          | NP          | -           | -           | -           | -           | -           | -           | -           | -           | -           | -           |
| Earvin N'Gapeth         | (27pts)     | (22pts)     | (13pts)     | (13pts)     | (15pts)     | (5pts)      | (23pts)     | (20pts)     | (26pts)     | (24pts)     | (26pts)     | (24pts)     | (14pts)     | (18pts)     | (15pts)     | (15pts)     | (22pts)     | (8pts)      | (16pts)     |
| Guillaume Quesque       | a participé | (9pts)      | (1pt)       | (1pt)       | NP          | (0pt)       | NP          | (1pt)       | NP          | NP          | NP          | NP          | NP          | -           | -           | -           | -           | -           | -           |
| Kévin Tillie            | -           | -           | -           | -           | -           | -           | -           | -           | -           | (0pt)       | NP          | (0pt)       | (6pts)      | (1pt)       | (2pts)      | (6pts)      | NP          | (3pts)      | (6pts)      |
| Samuel Tuia             | a participé | (0pt)       | (8pts)      | NP          | (2pts)      | (0pt)       | NP          | -           | -           | -           | -           | -           | -           | NP          | NP          | (9pts)      | NP          | (5pts)      | (5pts)      |

## Les Sélections

### Sélection pour laLigue mondiale

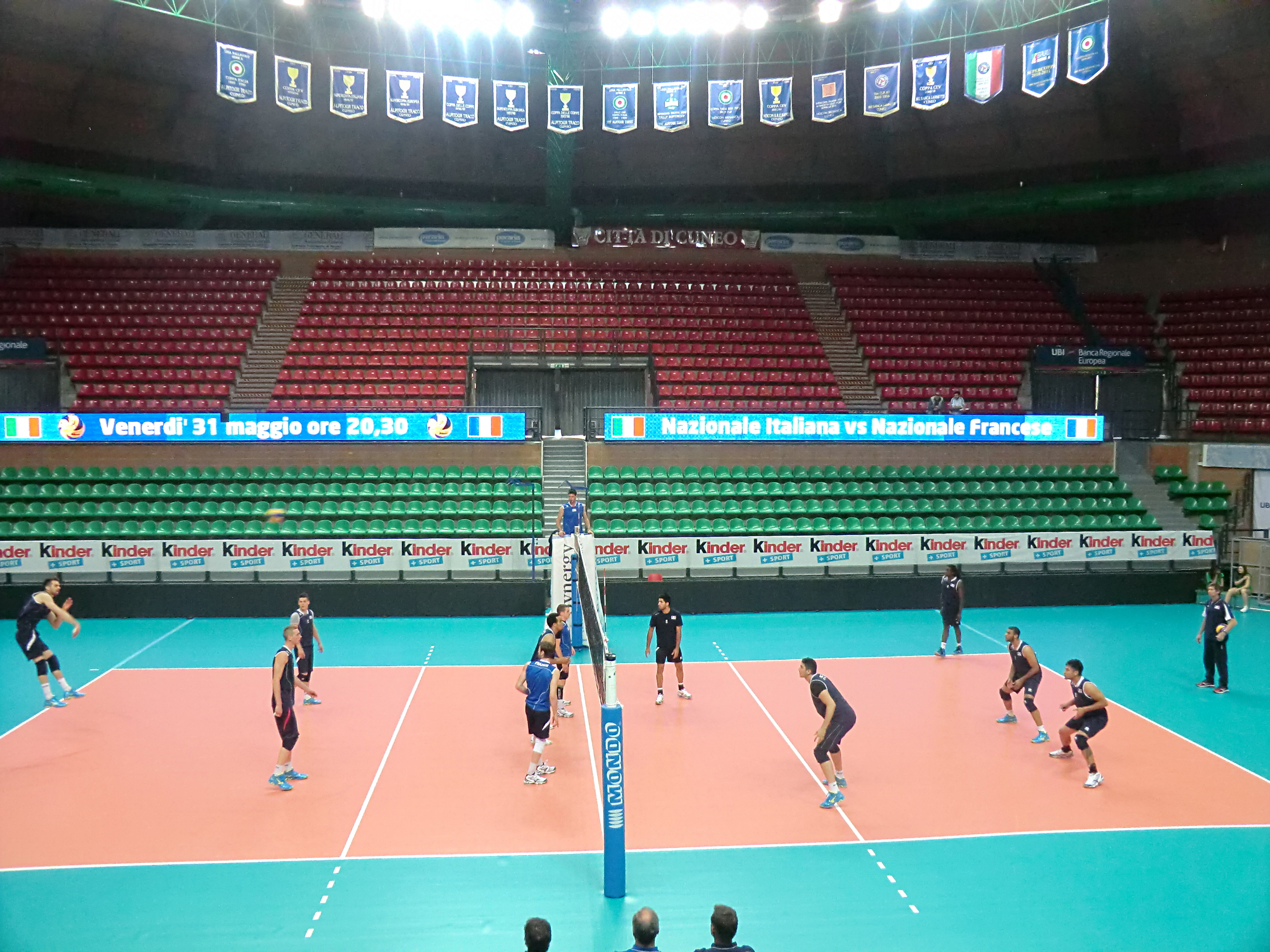
Équipe de France 2013 lors d'un entrainement au Palasport di San Rocco Castagnaretta de Coni

| No                                                                                     | Nom                                                                                    | Date de naissance                                                                      | Taille | Poids | Poste                        | Club                         |
| -------------------------------------------------------------------------------------- | -------------------------------------------------------------------------------------- | -------------------------------------------------------------------------------------- | ------ | ----- | ---------------------------- | ---------------------------- |
| 1                                                                                      | José Trèfle                                                                            | 16 janvier 1980                                                                        | 198    | 92    | Central                      | Arago de Sète                |
| 2                                                                                      | Jenia Grebennikov                                                                      | 13 août 1990                                                                           | 188    | 74    | Libero                       | Rennes Volley 35             |
| 3                                                                                      | Gérald Hardy-Dessources                                                                | 9 février 1983                                                                         | 197    | 93    | Central                      | Tours Volley-Ball            |
| 4                                                                                      | Antonin Rouzier                                                                        | 18 août 1986                                                                           | 201    | 100   | Attaquant                    | ZAKSA Kędzierzyn-Koźle       |
| 5                                                                                      | Rafael Redwitz                                                                         | 12 août 1980                                                                           | 190    | 85    | Passeur                      | Iskra Odintsovo              |
| 6                                                                                      | Benjamin Toniutti                                                                      | 30 octobre 1989                                                                        | 183    | 74    | Passeur                      | Arago de Sète                |
| 7                                                                                      | Nicolas Maréchal                                                                       | 4 mars 1987                                                                            | 198    | 83    | Réceptionneur-attaquant      | AS Cannes                    |
| 8                                                                                      | Marien Moreau                                                                          | 25 octobre 1983                                                                        | 201    | 100   | Attaquant                    | AS Cannes                    |
| 9                                                                                      | Baptiste Geiler                                                                        | 12 mars 1987                                                                           | 198    | 83    | Réceptionneur-attaquant      | Arago de Sète                |
| 10                                                                                     | Jean-Philippe Sol                                                                      | 1er janvier 1986                                                                       | 198    | 92    | Central                      | Arago de Sète                |
| 11                                                                                     | Julien Lyneel                                                                          | 15 avril 1990                                                                          | 192    | 85    | Réceptionneur-attaquant      | Montpellier UC               |
| 12                                                                                     | Earvin N'Gapeth                                                                        | 12 février 1991                                                                        | 194    | 93    | Réceptionneur-attaquant      | Bre Banca Cuneo              |
| 13                                                                                     | Pierre Pujol                                                                           | 13 juillet 1984                                                                        | 186    | 90    | Passeur                      | AS Cannes                    |
| 14                                                                                     | Nicolas Le Goff                                                                        | 15 février 1992                                                                        | 204    | 97    | Central                      | Montpellier UC               |
| 15                                                                                     | Samuele Tuia                                                                           | 24 juillet 1986                                                                        | 195    | 95    | Réceptionneur-attaquant      | VK Kouzbass Kemerovo         |
| 16                                                                                     | Kévin Tillie                                                                           | 2 novembre 1990                                                                        | 198    | 75    | Réceptionneur-attaquant      | UC Irvine                    |
| 17                                                                                     | Franck Lafitte                                                                         | 8 mars 1989                                                                            | 203    | 95    | Central                      | Montpellier UC               |
| 18                                                                                     | Jean-François Exiga                                                                    | 9 mars 1982                                                                            | 176    | 75    | Libero                       | Tours Volley-Ball            |
| 19                                                                                     | Guillaume Quesque                                                                      | 29 avril 1989                                                                          | 203    | 92    | Réceptionneur-attaquant      | Casa Modena                  |
| 20                                                                                     | Kévin Le Roux                                                                          | 11 mai 1989                                                                            | 209    | 95    | Central                      | AS Cannes                    |
| 21                                                                                     | Mory Sidibé                                                                            | 17 juin 1987                                                                           | 193    | 92    | Attaquant                    | ACH Volley                   |
| 22                                                                                     | Toafa Takaniko                                                                         | 29 mai 1985                                                                            | 192    | 88    | Passeur                      | Nantes Rezé Métropole Volley |
|                                                                                        |                                                                                        |                                                                                        |        |       |                              |                              |
| Encadrement technique                                                                  | Encadrement technique                                                                  |                                                                                        |        |       | Légende                      | Légende                      |
| Entraîneur : Laurent Tillie                                                            | Entraîneur : Laurent Tillie                                                            | Entraîneur : Laurent Tillie                                                            |        |       | : Capitaine                  | : Capitaine                  |
| Entraîneur(s) adjoint(s) : Arnaud Josserand Entraîneur(s) adjoint(s) : Jocelyn Trillon | Entraîneur(s) adjoint(s) : Arnaud Josserand Entraîneur(s) adjoint(s) : Jocelyn Trillon | Entraîneur(s) adjoint(s) : Arnaud Josserand Entraîneur(s) adjoint(s) : Jocelyn Trillon |        |       | : Joueur blessé actuellement | : Joueur blessé actuellement |
| Manager général : Frédéric Trouvé                                                      |                                                                                        |                                                                                        |        |       |                              |                              |

### Sélection pour leChampionnat d'Europe 2013
| No                                                                                     | Nom                                                                                    | Date de naissance                                                                      | Taille | Poids | Poste                        | Club                         |
| -------------------------------------------------------------------------------------- | -------------------------------------------------------------------------------------- | -------------------------------------------------------------------------------------- | ------ | ----- | ---------------------------- | ---------------------------- |
| 1                                                                                      | Jonas Aguenier                                                                         | 28 avril 1992                                                                          | 201    | 82    | Central                      | Nantes Rezé Métropole Volley |
| 2                                                                                      | Jenia Grebennikov                                                                      | 13 août 1990                                                                           | 188    | 74    | Libero                       | VfB Friedrichshafen          |
| 3                                                                                      | Gérald Hardy-Dessources                                                                | 9 février 1983                                                                         | 197    | 93    | Central                      | Tours Volley-Ball            |
| 4                                                                                      | Antonin Rouzier                                                                        | 18 août 1986                                                                           | 201    | 100   | Attaquant                    | Bre Banca Cuneo              |
| 5                                                                                      | Rafael Redwitz                                                                         | 12 août 1980                                                                           | 190    | 85    | Passeur                      | Montpellier UC               |
| 6                                                                                      | Benjamin Toniutti                                                                      | 30 octobre 1989                                                                        | 183    | 74    | Passeur                      | CMC Ravenne                  |
| 11                                                                                     | Julien Lyneel                                                                          | 15 avril 1990                                                                          | 192    | 85    | Réceptionneur-attaquant      | Montpellier UC               |
| 12                                                                                     | Earvin N'Gapeth                                                                        | 12 février 1991                                                                        | 194    | 93    | Réceptionneur-attaquant      | VK Kouzbass Kemerovo         |
| 14                                                                                     | Nicolas Le Goff                                                                        | 15 février 1992                                                                        | 204    | 97    | Central                      | Montpellier UC               |
| 15                                                                                     | Samuele Tuia                                                                           | 24 juillet 1986                                                                        | 195    | 95    | Réceptionneur-attaquant      | Skra Bełchatów               |
| 16                                                                                     | Kévin Tillie                                                                           | 2 novembre 1990                                                                        | 198    | 75    | Réceptionneur-attaquant      | CMC Ravenne                  |
| 18                                                                                     | Jean-François Exiga                                                                    | 9 mars 1982                                                                            | 176    | 75    | Libero                       | Tours Volley-Ball            |
| 20                                                                                     | Kévin Le Roux                                                                          | 11 mai 1989                                                                            | 209    | 95    | Central                      | Copra Piacenza               |
| 21                                                                                     | Mory Sidibé                                                                            | 17 juin 1987                                                                           | 193    | 92    | Attaquant                    | ACH Volley                   |
|                                                                                        |                                                                                        |                                                                                        |        |       |                              |                              |
| Encadrement technique                                                                  | Encadrement technique                                                                  |                                                                                        |        |       | Légende                      | Légende                      |
| Entraîneur : Laurent Tillie                                                            | Entraîneur : Laurent Tillie                                                            | Entraîneur : Laurent Tillie                                                            |        |       | : Capitaine                  | : Capitaine                  |
| Entraîneur(s) adjoint(s) : Arnaud Josserand Entraîneur(s) adjoint(s) : Jocelyn Trillon | Entraîneur(s) adjoint(s) : Arnaud Josserand Entraîneur(s) adjoint(s) : Jocelyn Trillon | Entraîneur(s) adjoint(s) : Arnaud Josserand Entraîneur(s) adjoint(s) : Jocelyn Trillon |        |       | : Joueur blessé actuellement | : Joueur blessé actuellement |
| Manager général : Frédéric Trouvé                                                      |                                                                                        |                                                                                        |        |       |                              |                              |

## Équipe de France A'
L'équipe de France A' a participé aux jeux méditerranéens 2013 et obtenue une médaille de bronze.

### Les matchs des A'
| Date         | Lieu                                       | Adversaire | Score                               | Durée  | Compétition | Meilleur marqueur |
| 21 juin 2013 | Toroslar Sports Hall Mersin, Turquie       | Égypte     | 2-3 (26-24 23-25 25-23 18-25 13-15) | 2 h 22 | JM          |                   |
| 25 juin 2013 | Toroslar Sports Hall Mersin, Turquie       | Turquie    | 1-3 (25-22 22-25 21-25 35-37)       | 2 h 19 | JM          |                   |
| 27 juin 2013 | Servet Tazegül Sports Hall Mersin, Turquie | Tunisie    | 1-3 (20-25 25-17 24-26 20-25)       | 2 h 0  | JM          |                   |
| 29 juin 2013 | Servet Tazegül Sports Hall Mersin, Turquie | Turquie    | 3-2 (25-21 17-25 18-25 25-21 15-12) | 2 h 17 | JM          |                   |

### Les joueurs en A'
Équipe de France de volley-ball aux Jeux méditerranéens 2013 :
| No                                                                             | Nom                                                                            | Date de naissance                                                              | Taille | Poids | Poste                        | Club                         |
| ------------------------------------------------------------------------------ | ------------------------------------------------------------------------------ | ------------------------------------------------------------------------------ | ------ | ----- | ---------------------------- | ---------------------------- |
| 1                                                                              | Toafa Takaniko                                                                 | 29 mai 1985                                                                    | 192    | 88    | Passeur                      | Nantes Rezé Métropole Volley |
| 2                                                                              | Baptiste Geiler                                                                | 12 mars 1987                                                                   | 198    | 83    | Réceptionneur-attaquant      | VfB Friedrichshafen          |
| 3                                                                              | Jonas Aguenier                                                                 | 28 avril 1992                                                                  | 201    | 82    | Central                      | Nantes Rezé Métropole Volley |
| 4                                                                              | Adrien Taghin                                                                  | 11 août 1988                                                                   | 201    | 95    | Attaquant                    | Plessis-Robinson VB          |
| 5                                                                              | Quentin Jouffroy                                                               | 5 juillet 1993                                                                 | 203    |       | Central                      | ASU Lyon                     |
| 7                                                                              | Florian Lacassie                                                               | 16 novembre 1990                                                               | 197    |       | Réceptionneur-attaquant      | GFCO Ajaccio                 |
| 8                                                                              | Yoann Jaumel                                                                   | 16 septembre 1987                                                              | 182    | 79    | Passeur                      | GFCO Ajaccio                 |
| 9                                                                              | Steve Peironet                                                                 | 20 mai 1985                                                                    | 183    |       | Libero                       | GFCO Ajaccio                 |
| 10                                                                             | Yacine Louati                                                                  | 4 mars 1992                                                                    | 195    |       | Réceptionneur-attaquant      | Montpellier UC               |
| 11                                                                             | Trévor Clévenot                                                                | 28 juin 1994                                                                   | 193    | 79    | Réceptionneur-attaquant      | Spacer's Toulouse Volley     |
| 12                                                                             | Franck Lafitte                                                                 | 8 mars 1989                                                                    | 203    | 95    | Central                      | Montpellier UC               |
| 12                                                                             | Horacio d'Almeida                                                              | 11 juin 1988                                                                   | 200    | 100   | Central                      | Tourcoing LM                 |
|                                                                                |                                                                                |                                                                                |        |       |                              |                              |
| Encadrement technique                                                          | Encadrement technique                                                          |                                                                                |        |       | Légende                      | Légende                      |
| Entraîneur : Marc Francastel                                                   | Entraîneur : Marc Francastel                                                   | Entraîneur : Marc Francastel                                                   |        |       | : Capitaine                  | : Capitaine                  |
| Entraîneur(s) adjoint(s) : Luc Marquet Entraîneur(s) adjoint(s) : Cédric Énard | Entraîneur(s) adjoint(s) : Luc Marquet Entraîneur(s) adjoint(s) : Cédric Énard | Entraîneur(s) adjoint(s) : Luc Marquet Entraîneur(s) adjoint(s) : Cédric Énard |        |       | : Joueur blessé actuellement | : Joueur blessé actuellement |